# Kuba Motor
Kuba Motor ist ein türkischer Motorradhersteller mit Sitz in Gaziantep in Südostanatolien. Gemäß dem Statistikinstitut der Türkei TÜİK, hat die Firma im Jahr 2011 die größte Menge an Motorrädern im eigenen Land hergestellt und verkauft.

## Geschichte
Die Firma wurde 2004 von Bekir Müjdeci gegründet und hatte bisher eine jährliche Wachstumsrate von durchschnittlich zwischen 60 und 80 Prozent. Müjdeci stammt aus einer großen Familie mit 11 Kindern und hatte, bis er als Motorradhersteller erfolgreich wurde, unter anderem sein Glück mit dem Vertrieb von Spielwaren und später mit Unterhaltungselektronikartikeln versucht.
Im 25.000 m² großen Betrieb arbeiten 180 Mitarbeiter (Stand 2012). Im Jahr 2011 wurden 120.000 Motorräder hergestellt; die Teile stammen zu 45 Prozent aus der Türkei, 55 Prozent werden hingegen aus anderen Ländern importiert. Die Marke wird aktuell von über 280 Händlern in der ganzen Türkei vertrieben. Größte Konkurrenten im eigenen Land sind die Motorradhersteller Kanuni und Mondial Motor.

## Modelle
Kuba Motor baut Tourer, Sporttourer, Motorroller und Quads bis 600 cm³ Hubraum. Die Modelle sind je nach Typ entweder mit einem Automatikgetriebe oder mit einem herkömmlichen manuellen Getriebe ausgestattet. Die Modellpalette variiert und wird ständig erweitert, da es sich um einen relativ jungen Motorradhersteller handelt.